# Anita Asante
Anita Amma Ankyewah Asante (Londra, 27 aprile 1985) è un'ex calciatrice inglese, di ruolo difensore o centrocampista.
In carriera ha giocato inizialmente nel campionato inglese, conquistando numerosi trofei nazionali e internazionali con l'Arsenal, per poi passare al calcio professionistico statunitense; ha anche giocato nel campionato svedese, conquistando nuovamente titoli nazionali con entrambe le squadre in cui ha militato.
Ha inoltre vestito, dal 2004 al 2015, la maglia della nazionale inglese, con la quale ha raggiunto la finale agli Europei di Finlandia 2009, che quella della formazione britannica che ha partecipato al torneo femminile delle Olimpiadi di Londra 2012.

## Palmarès

### Club

#### Trofei nazionali
- FA Women's Premier League National Division: 5

Arsenal: 2003-2004, 2004-2005, 2005-2006, 2006-2007, 2007-2008
- FA Women's Cup: 5

Arsenal: 2003-2004, 2005-2006, 2006-2007, 2007-2008
Chelsea: 2017-2018
- FA Women's Premier League Cup: 2

Arsenal: 2004-2005, 2006-2007
- Coppa di Svezia: 3

Kopparbergs/Göteborg: 2011, 2012
Rosengård: 2016
- Supercoppa svedese: 3

Kopparbergs/Göteborg: 2013
Rosengård: 2015, 2016
- Campionato svedese: 2

Rosengård: 2014, 2015
- Campionato inglese: 2

Chelsea: 2017-2018, 2019-2020

### Trofei internazionali
- UEFA Women's Cup: 1

Arsenal: 2006-2007